# Флорес Кордоба, Франсиско
 Франси́ско Фло́рес Кордо́ба (исп. Francisco Flores Córdoba; 12 февраля 1926 — 13 ноября 1986) — мексиканский футболист, играл на позиции полузащитника. Участник чемпионата мира 1958 года.

## Биография

### Клубная карьера
Всю футбольную карьеру играл за «Гвадалахару», в составе которой выиграл ряд трофеев, среди которых были 5 чемпионских титулов, 4 трофеев Чемпион чемпионов Мексики и Кубок чемпионов КОНКАКАФ 1962 года, когда в финале по сумме двух матчей был обыгран «Комуникасьонес» из Гватемалы. Завершил карьеру в 1962 году.

### Карьера в сборной
В составе сборной Мексики сыграл в трёх матчах группового этапа на чемпионате мира 1958 года. Всего за сборную Мексики сыграл 13 матчей и забил 5 голов.

### Смерть
Скончался 13 ноября 1986 года в возрасте 60 лет.

## Достижения
«Гвадалахара»
- Чемпион Мексики (5): 1956/57, 1958/59, 1959/60, 1960/61, 1961/62
- Обладатель трофея Чемпион чемпионов Мексики (4): 1957, 1959, 1960, 1961
- Победитель Кубка чемпионов КОНКАКАФ (1): 1962